# Rene-Thierry de la Villehuchet
Rene-Thierry de la Villehuchet (1943 - 2008)foi um aristocrata e investidor francês que cometeu suicídio aos 65 anos, em seu escritório de Nova Iorque.
Tinha dentre seus clientes o Banco de Investimento Rothschild & Cie, bem como a mulher mais rica do mundo segundo a revista Forbes, Liliane Bettencourt, filha do fundador da L'Oréal.
Foi um dos fundadores da Access International Advisors, tendo investido cerca de 1,4 bilhão de dólares dos clientes no esquema de Bernard Madoff, acusado da maior fraude da história através de um esquema de pirâmide financeira.